# 39877 Deverchere
39877 Deverchere este o planetă minoră (asteroid), cu un diametru de 1,663 km, din centura de asteroizi. A fost descoperită pe 1 martie 1998 la centre de recherches en géodynamique et astrométrie⁠(d) de OCA-DLR Asteroid Survey⁠(d). 
Obiectul prezintă o orbită caracterizată de o semiaxă mare de 2,3795917 UAi, o excentricitate de 0,2, o înclinație de 1,8209 ° în raport cu ecliptica.